# 馬場儀雄
馬場 儀雄（ばば よしお、1873年（明治6年）1月2日 - 1945年（昭和20年）9月27日）は、大日本帝国陸軍軍人。最終階級は陸軍少将。位階勲等功級は従四位勲三等功五級。

## 経歴・人物
福井県出身。1896年（明治29年）陸軍士官学校第7期卒業。1903年（明治36年）陸軍大学校第17期卒業。
1915年（大正4年）8月に高岡連隊区司令官、1917年（大正6年）8月に陸軍歩兵大佐・歩兵第39連隊長、1918年（大正7年）10月に第15師団参謀長を経て、1922年（大正11年）8月に陸軍少将に昇進と同時に待命、翌年の1923年（大正12年）3月に予備役に編入した。のち1932年（昭和7年）4月に後備役に編入。

## 栄典
- 1940年（昭和15年）8月15日 - 紀元二千六百年祝典記念章[5]